# Kasumigaseki
Kasumigaseki (霞が関, 霞ヶ関 ou 霞ケ関, littéralement « Poste de contrôle de la brume ») est un quartier administratif de l'arrondissement spécial de Chiyoda à Tokyo. Son code postal de référence est 100-0013.
Connu pour accueillir les sièges de la plupart des ministères ou autres organismes, services ou entreprises publiques, le nom de Kasumigaseki est ainsi souvent utilisé, par métonymie, pour désigner l'administration centrale et les ministères, et par extension la bureaucratie, par opposition à Nagata qui désigne quant à lui les services du chef du gouvernement, le Cabinet ou encore le Parlement, et donc le pouvoir politique.

## Géographie
Le quartier est situé dans la partie sud de Chiyoda. Au sein de l'arrondissement, il est bordé au nord par le Kōkyo (le palais impérial), par le district de Nagata à l'ouest (séparé par la Route circulaire intérieure et la Route métropolitaine 412), le parc Hibiya à l'est et Uchisaiwaichō au sud-est. Il est aussi frontalier de l'arrondissement de Minato, et plus particulièrement en son sein des quartiers d'Akasaka et Toranomon.
Le quartier est divisé en trois « districts urbains » (丁目, chōme) qui servent au système japonais d'adresses :
- le district 1 de Kasumigaseki (霞が関一丁目, Kasumigaseki itchōme?) à l'est. Il comprend 5 îlots urbains (番地, banchi?), numérotés de manière croissante en allant du nord au sud ;
- le district 2 de Kasumigaseki (霞が関二丁目, Kasumigaseki ni-chōme?) au nord-ouest. Il comprend 2 îlots urbains (番地, banchi?), numérotés de manière croissante en allant du nord au sud ;
- le district 3 de Kasumigaseki (霞が関三丁目, Kasumigaseki san-chōme?) au sud-ouest. Il comprend 8 îlots urbains (番地, banchi?), numérotés de manière croissante en allant du nord au sud, puis de l'est vers l'ouest.

## Histoire

### Période féodale

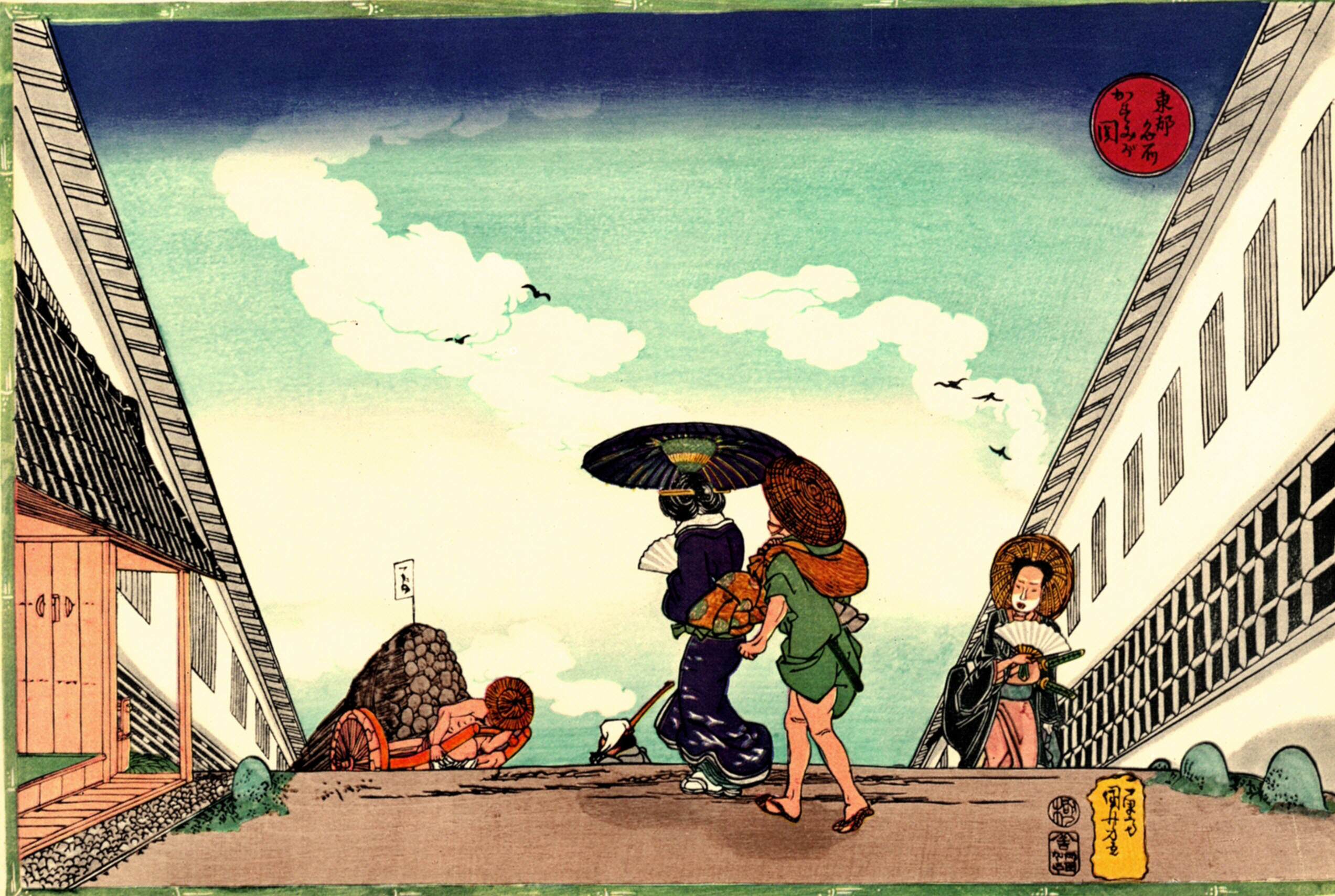
Midi pile à Kasumigaseki, ukiyo-e d'Utagawa Kuniyoshi

Le site est connu depuis l'époque féodale. À l'époque d'Edo, il est traversé par la grande route du Ōshū Kaidō et comporte de nombreuses résidences de daimyos (suivant l'obligation imposée à ces derniers par le shogunat Tokugawa d'entretenir dans la capitale des shoguns une demeure, d'y demeurer une année sur deux ou six mois par an et d'y laisser en otage leur famille et des vassaux). Kasumigaseki fait ainsi partie de « Yamanote » (山の手, littéralement « main de la montagne » et qui signifie « côté montagne » ou « ville haute »), l'une des deux parties du Tokyo historique correspondant aux anciens quartiers aristocratiques par opposition à « Shitamachi » (下町, littéralement « ville basse ») qui désigne les anciens quartiers populaires ainsi que l'ancien pôle commercial et artisanal,.

### Époque contemporaine

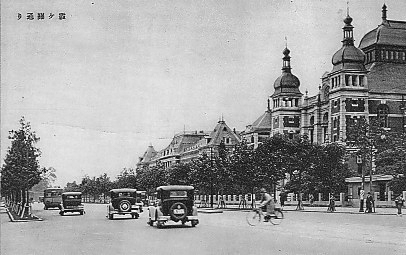
La « rue de brique » de Kasumigaseki, certainement dans les années 1930

Un incendie au début de l'ère Meiji le détruit pratiquement entièrement. Les autorités en profitent pour y installer les sièges des administrations du nouveau type de gouvernement mis en place avec la « Révolution Meiji ». C'est le cas tout d'abord du ministère des Affaires étrangères et de celui de la Marine impériale, puis, au fur et à mesure de leur création et dans le cadre d'un développement planifié, les autres départements et services administratifs du gouvernement central. Cela lui vaut les termes officiels d'Installations gouvernementales du Complexe 1 Kasumigaseki (霞ヶ関一団地の官公庁施設, Kasumigaseki Ichidanchi no Kankōchō Shisetsu) ou de Zone résidentielle du gouvernement central (中央官衙地区, Chūō Kanga Chiku). Cette fonction administrative lui est restée jusqu'à aujourd'hui.
À partir de 1878 et la division de Tōkyō en arrondissements, Kasumigaseki est intégré dans celui de Kōjimachi. À la suite de la réorganisation de 1947, Kōjimachi fusionne avec Kanda pour former l'actuel arrondissement spécial de Chiyoda.

### Développements récents
Le premier réel gratte-ciel du Japon a été construit à Kasumigaseki de 1965 à 1968 : il s'agit du Kasumigaseki Building, haut de 156 mètres et de 30 étages.
Il est avec Nagatachō l'un des deux quartiers visé par l'Attentat au gaz sarin dans le métro de Tokyo en 1995.

## Lieux notables

### District 1

#### Îlot 1

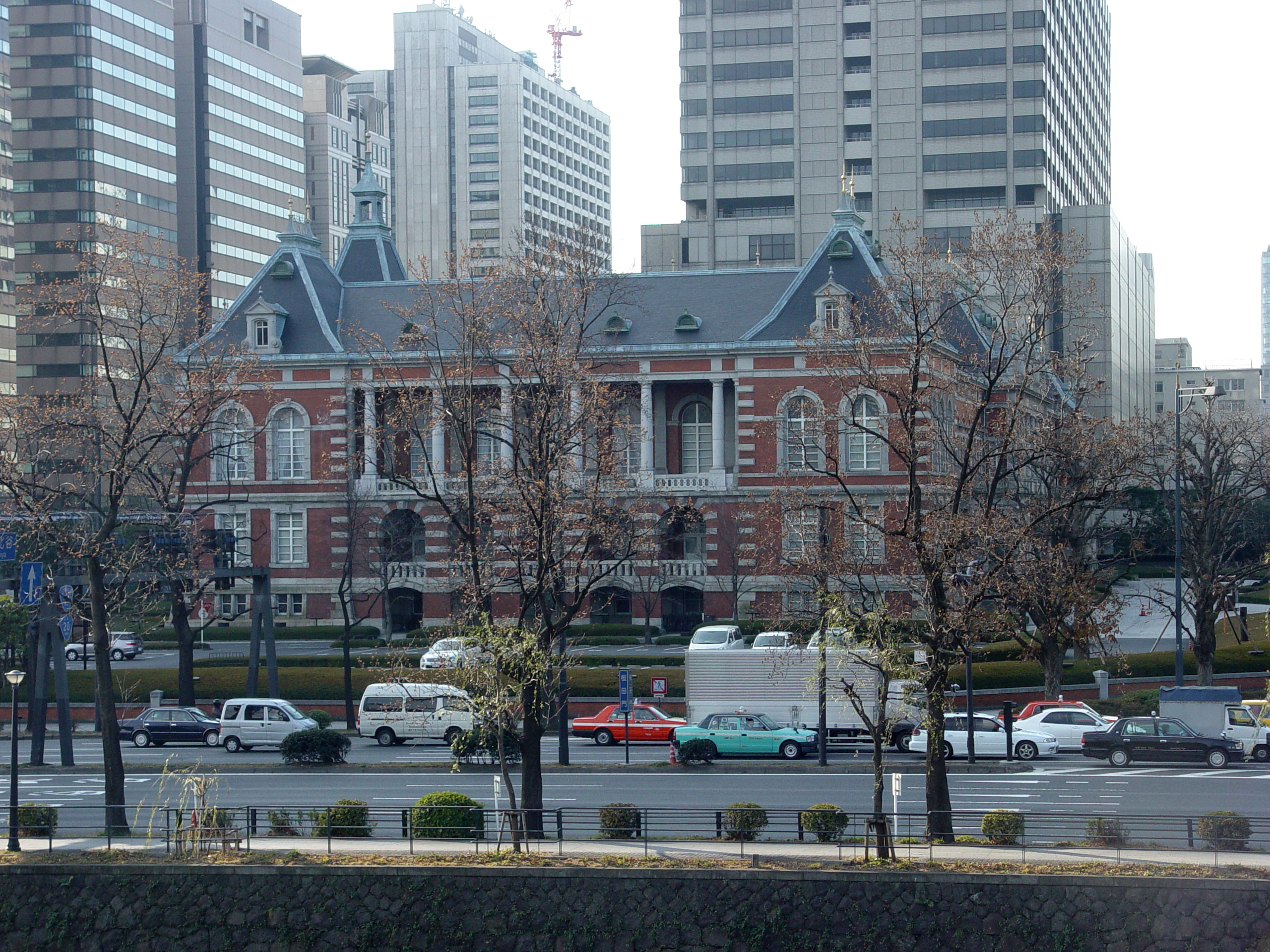
Le bâtiment ancien du ministère de la Justice. À gauche, le nouveau bâtiment. En arrière-plan, le palais de Justice.

- N°1-1-1 : « Bâtiment commun n°6 du Gouvernement central » (中央合同庁舎第6号館, Chūō-gōdō-chōsha Dai-roku-gōkan?), qui comprend :
  - Bâtiment A (A棟, A-tō?), qui abrite le ministère de la Justice, le bureau des Procureurs publics suprêmes, le bureau des Procureurs publics de la Haute Cour de Tōkyō et une partie de celui de la Cour de district de Tōkyō, la commission nationale des examens de la Sécurité publique et l'Agence d'investigation de sécurité publique (AISP).
  - Bâtiment B (B棟, B-tō?), qui abrite la Commission du Commerce équitable, une partie du bureau des Procureurs publics de la Cour de district de Tōkyō et de celui des Cours sommaires de Tōkyō.
  - Bâtiment C (C棟, C-tō?), qui abrite le bureau des Procureurs publics des Cours familiales de Tōkyō ainsi que la Cour sommaire de Tōkyō pour les affaires civiles.
  - Le « Bâtiment de brique rouge » (赤レンガ棟, Aka-renga-tō?) ou « Vieux ministère de la Justice » (法務省旧本館, Hōmu-shō Kyū-honkan?), siège historique du ministère de la Justice de son inauguration en 1895 à 1990, il est le dernier représentant des bâtiments ministériels en briques construits sous l'ère Meiji. Il abrite aujourd'hui l'Institut de recherche et de formation, la bibliothèque et le musée du ministère de la Justice.
- N°1-1-3 : siège de la Fédération japonaise des Barreaux.

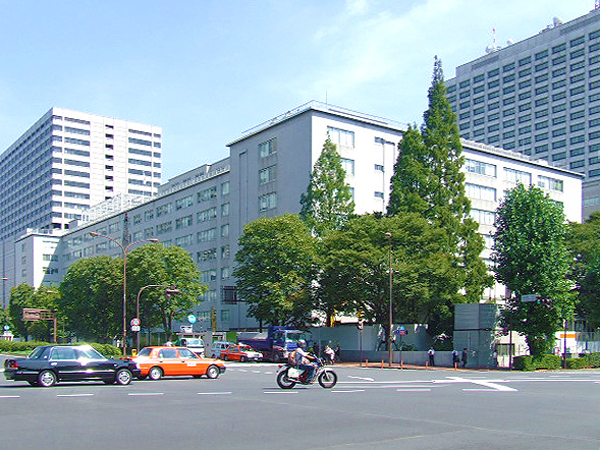
Au 1er plan : le bâtiment gouvernemental 1, siège du ministère de l'Agriculture. Sur la droite : le bâtiment gouvernemental 5, siège du ministère de la Santé. Sur la gauche en arrière plan : le Palais de Justice.

- N°1-1-4 : « Bâtiment commun des Juridictions » (裁判所合同庁舎, Saibansho-gōdō-chōsa?), ou « Palais de Justice de Tōkyō », qui abrite la Haute Cour de Tōkyō, la Haute Cour de la Propriété intellectuelle, la Cour de district de Tōkyō, la Cour sommaire de Tōkyō pour les affaires criminelles, ainsi que les 1re et 2e Commission de mise en examen.

#### Îlot 2
- N°1-2-1 : « Bâtiment commun n°1 du Gouvernement central » (中央合同庁舎第1号館, Chūō-gōdō-chōsha Dai-ichi-gōkan?), qui abrite le ministère de l'Agriculture, des Forêts et de la Pêche, l'Agence des Forêts et l'agence de la Pêche.
- N°1-2-2 : « Bâtiment commun n°5 du Gouvernement central » (中央合同庁舎第5号館, Chūō-gōdō-chōsha Dai-go-gōkan?), qui abrite le ministère de la Santé, du Travail et des Affaires sociales, celui de l'Environnement, l'Agence de l'Assurance sociale et de la Commission de Gestion des catastrophes du Bureau du Cabinet.
- N°1-2-3 : siège de l'Autorité du personnel national (organe de conseil du Premier ministre concernant les salaires et autres affaires concernant les fonctionnaires d'État).

#### Îlot 3

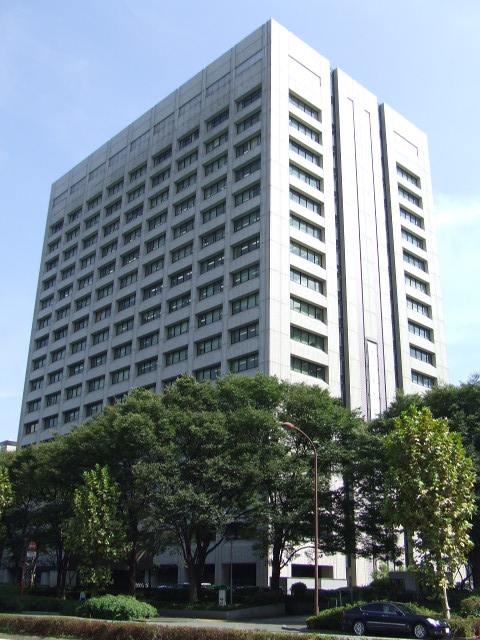
Le ministère de l'Économie, du Commerce et de l'Industrie.

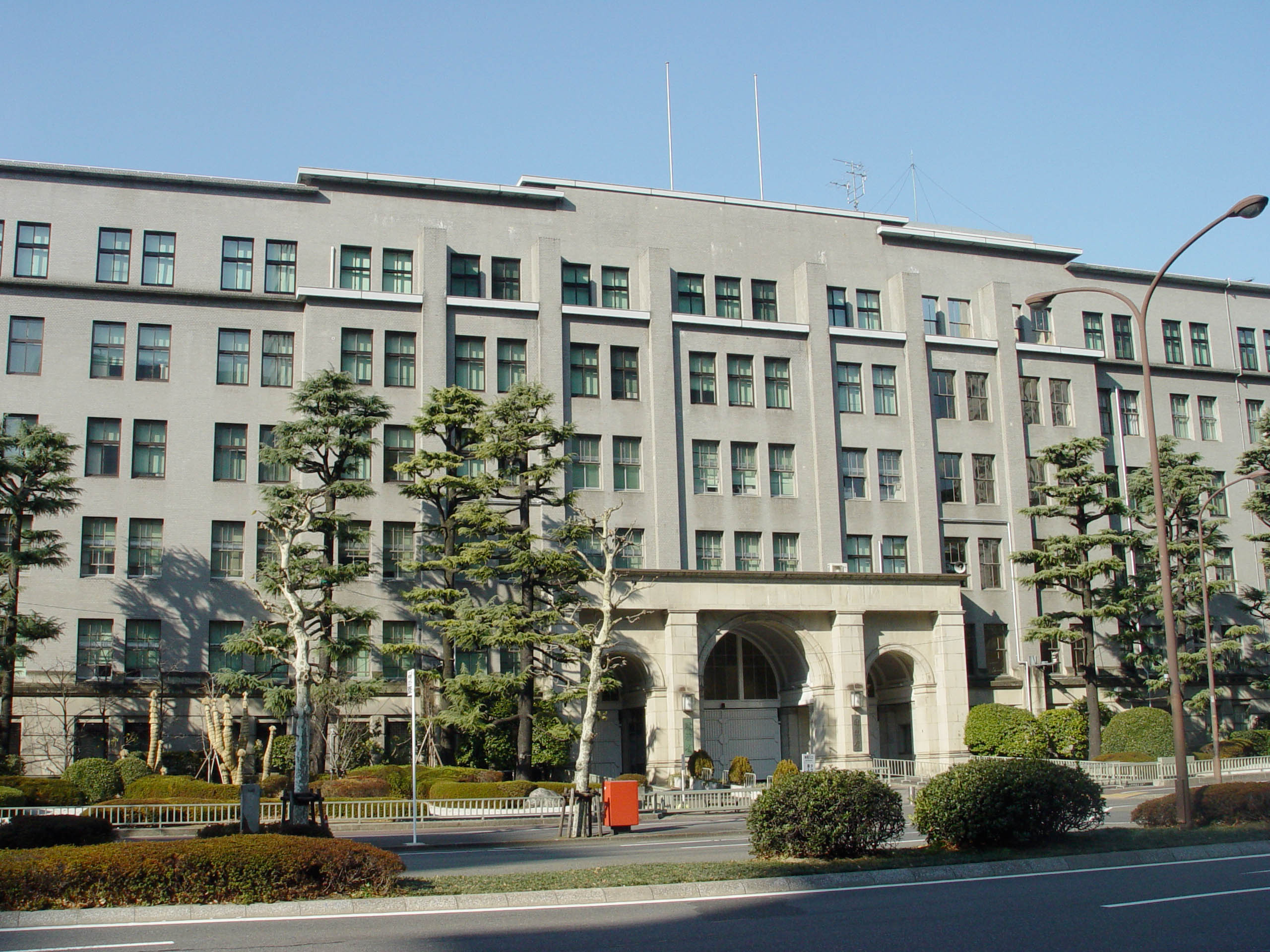
Le ministère des Finances.

- N°1-3-1 : « Bâtiment du ministère de l'Économie, du Commerce et de l'Industrie » (経済産業省庁舎, Keizai-sangyō-shō-chōsha?), qui comprend deux bâtiments :
  - le siège du ministère en lui-même,
  - l'annexe du ministère où sont situés des agences, offices ou organismes qui sont sous son contrôle : l'Agence des Petites et Moyennes entreprises, l'Agence des Ressources naturelles et de l'Énergie,  et certains services du Bureau des brevets du Japon ; mais aussi d'autres entités autonomes tombant dans son champ de compétence : l'Institut de recherche sur l'Économie, le Commerce et l'Industrie ou l'Institut national des sciences et technologies industrielles avancées.
- N°1-3-2 : siège de la Japan Post Holdings et avant sa création en 2007 de ses prédécesseurs : le ministère des Postes et Télécommunications jusqu'en 2001, l'Agence des services postaux de 2001 à 2003 et de Japan Post de 2003 à 2007.

#### Îlot 4
- N°1-4-2 : Daidō Seimei Kasumigaseki Building, gratte-ciel de 104,8 m de haut.

### District 2

#### Îlot 1

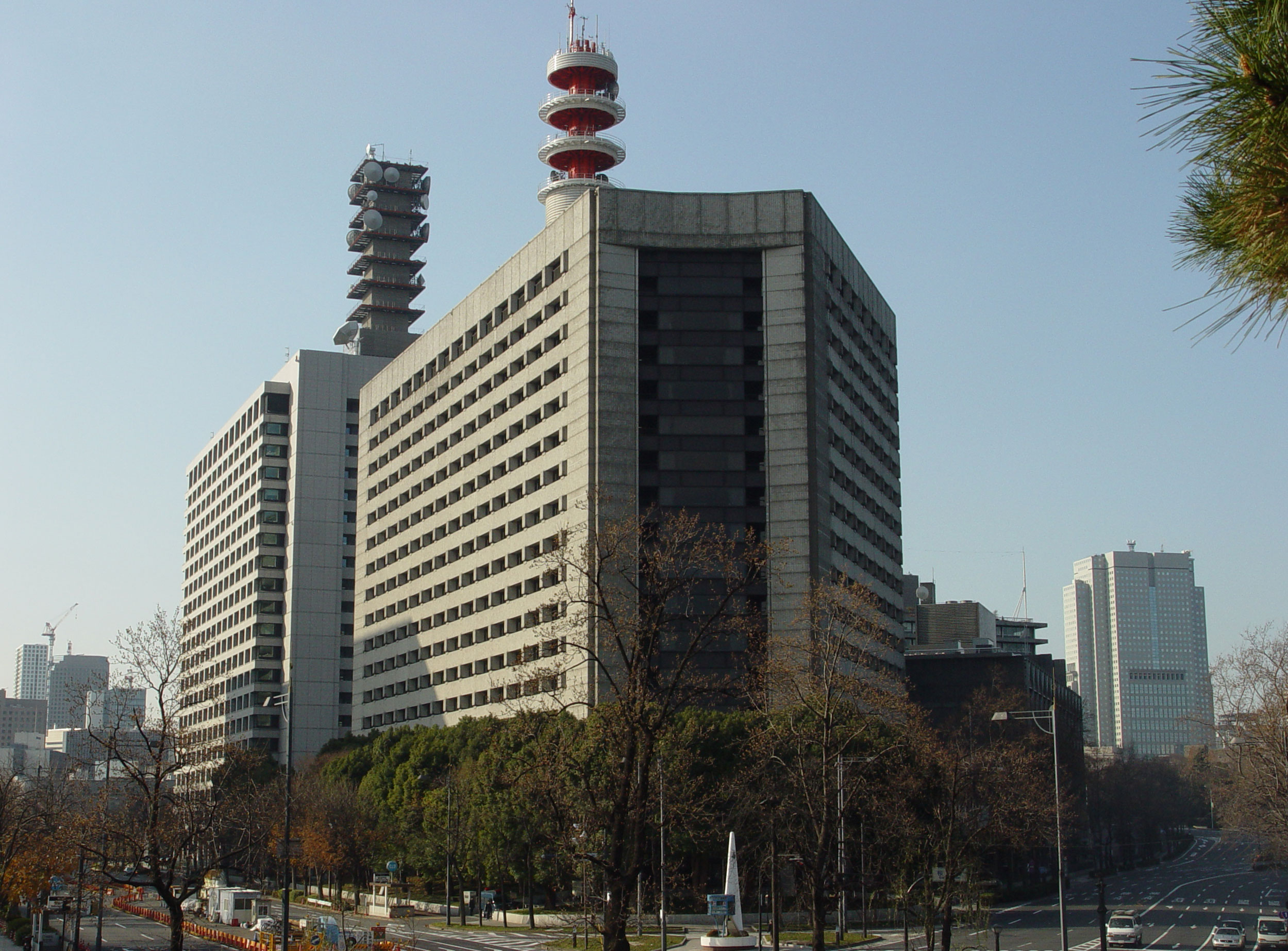
L'un derrière l'autre : l'hôtel de la Police Métropolitaine, puis le ministère des Affaires intérieures.

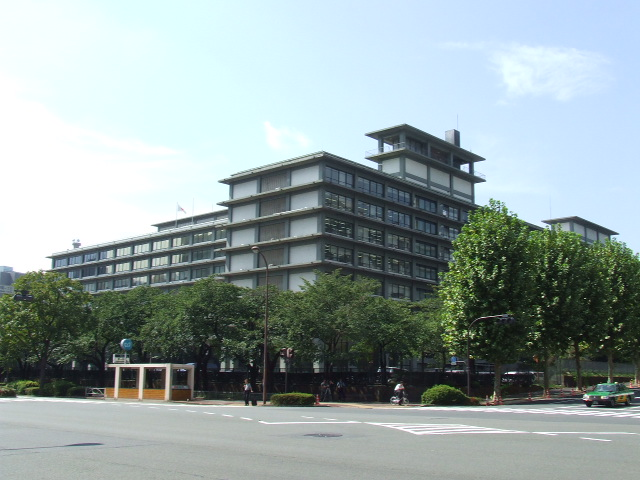
Le ministère des Affaires étrangères.

- N°2-1-1 : Hôtel du Département de la Police Métropolitaine de Tōkyō.
- N°2-1-2 : « Bâtiment commun n°2 du Gouvernement central » (中央合同庁舎第2号館, Chūō-gōdō-chōsha Dai-ni-gōkan?), qui abrite le ministère des Affaires intérieures et des Communications et l'agence de gestion des catastrophes et du feu, la Commission nationale de sécurité publique, l'Agence nationale de police, et des annexes du ministère du Territoire, des Infrastructures, des Transports et du Tourisme :[réf. nécessaire] notamment la Japan Transport Safety Board (Commission japonaise de la sécurité des transports)[3],[4] et le Tribunal des accidents maritimes.[réf. nécessaire]
- N°2-1-3 : « Bâtiment commun n°3 du Gouvernement central » (中央合同庁舎第3号館, Chūō-gōdō-chōsha Dai-san-gōkan?), qui abrite le ministère du Territoire, des Infrastructures, des Transports et du Tourisme, l'Agence des garde-côtes et de l'Agence japonaise du tourisme.

#### Îlot 2
- N°2-2-1 : le siège du ministère des Affaires étrangères, la plus ancienne administration installée à Kasumigaseki. La politique étrangère traditionnelle du Japon est parfois appelée « diplomatie Kasumigaseki »[5].

### District 3

#### Îlot 1
- N°3-1-1 : 
  - « Bâtiment du ministère des Finances » (財務省庁舎, Zaimu-shō-chōsha?), siège du ministère en question et de l'Agence nationale des impôts.
  - « Bâtiment commun n°4 du Gouvernement central » (中央合同庁舎第4号館, Chūō-gōdō-chōsha Dai-yon-gōkan?), qui abrite la Commission des sécurités et de surveillance des échanges de l'Agence des services financiers, le Bureau de la Législation du Cabinet, la Commission de coordination des disputes environnementales et plusieurs services du Bureau du Cabinet : le Bureau de développement d'Okinawa, l'Administration des affaires des Territoires du Nord et les secrétariats de la Commission de sûreté nucléaire et du Conseil pour la politique scientifique et technologique.

#### Îlot 2

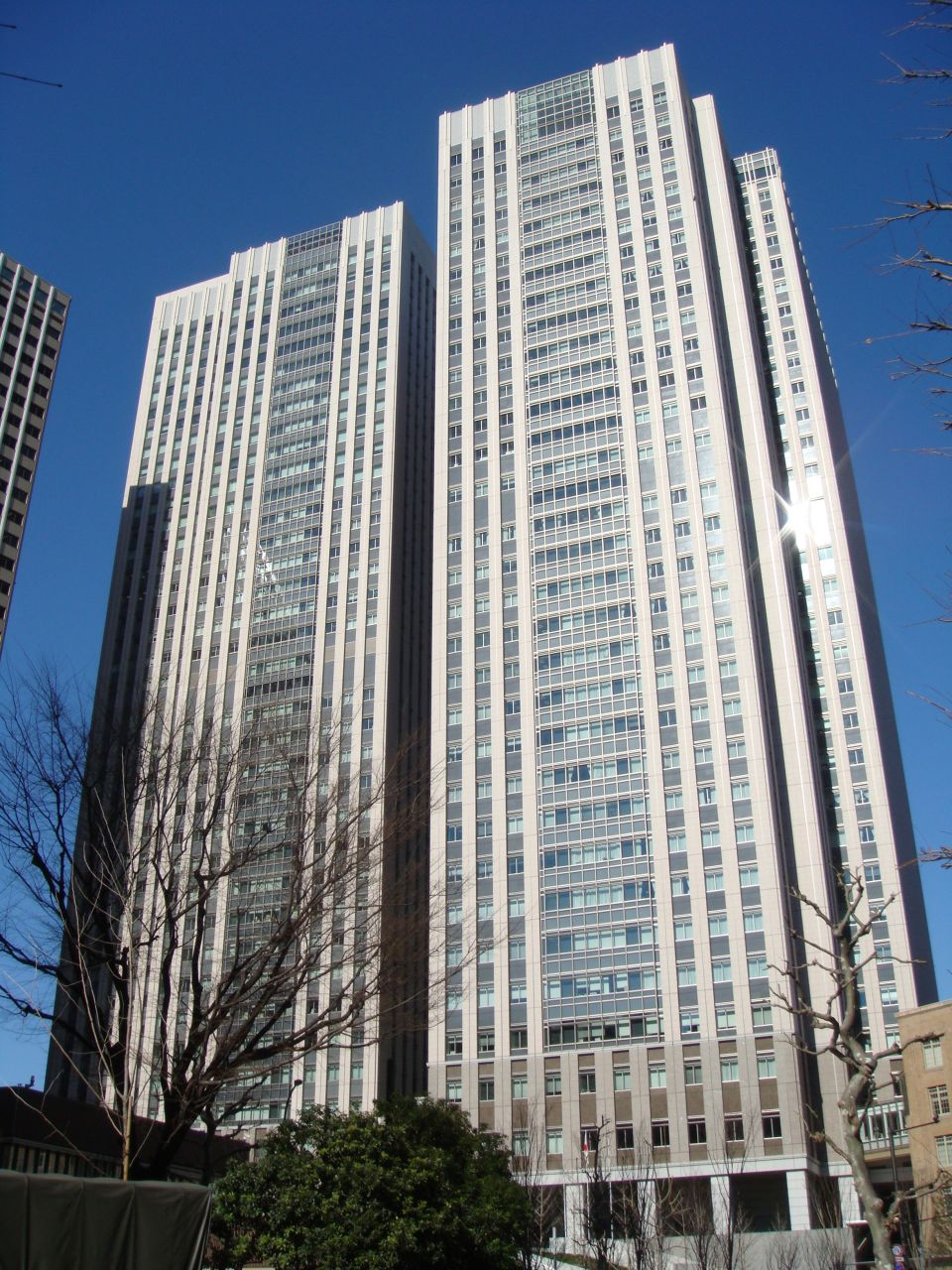
Bâtiment gouvernemental 7 de la Kasumigaseki Common Gate : la tour est à droite, la tour ouest à gauche.

- N°3-2-1, 3-2-2 et 3-2-3 : la « Kasumigaseki Common Gate » (霞が関コモンゲート, Kasumigaseki Komon Gēto?), ensemble de bâtiments :
  - N°3-2-1 : « Bâtiment commun n°7 du Gouvernement central » (中央合同庁舎第7号館, Chūō-gōdō-chōsha Dai-shichi-gōkan?), ensemble de deux tours, l'une (la tour est) de 156 m de haut, l'autre (la tour ouest) de 175 m de haut (gratte-ciel le plus élevé de Kasumigaseki), construit de 2005 à 2007 :
    - la tour est qui abrite, dans sa totalité sauf l'attique (donc du 2e sous-sol au 32e étage), le ministère de l'Éducation, de la Culture, des Sports, des Sciences et de la Technologie et le Bureau de l'audit du Japon.
    - la tour ouest qui abrite, dans sa totalité sauf l'attique (donc du 3e sous-sol au 37e étage), l'Agence des services financiers, la maison d'édition et fondation culturelle Kazan Kaikan, des bureaux privés, des commerces, etc ...

  - N°3-2-2 : « Vieux bâtiment du ministère de l'Éducation » (旧文部省庁舎, Kyū-Monbushō-chōsha?), bâtiment de six étages qui a été le siège central du ministère de l'Éducation jusqu'en 2007. Aujourd'hui il n'abrite plus que l'Agence pour les Affaires culturelles et quelques services du ministère.
  - N°3-2-3 : Annexe, galerie marchande de deux niveaux le long de la rue.

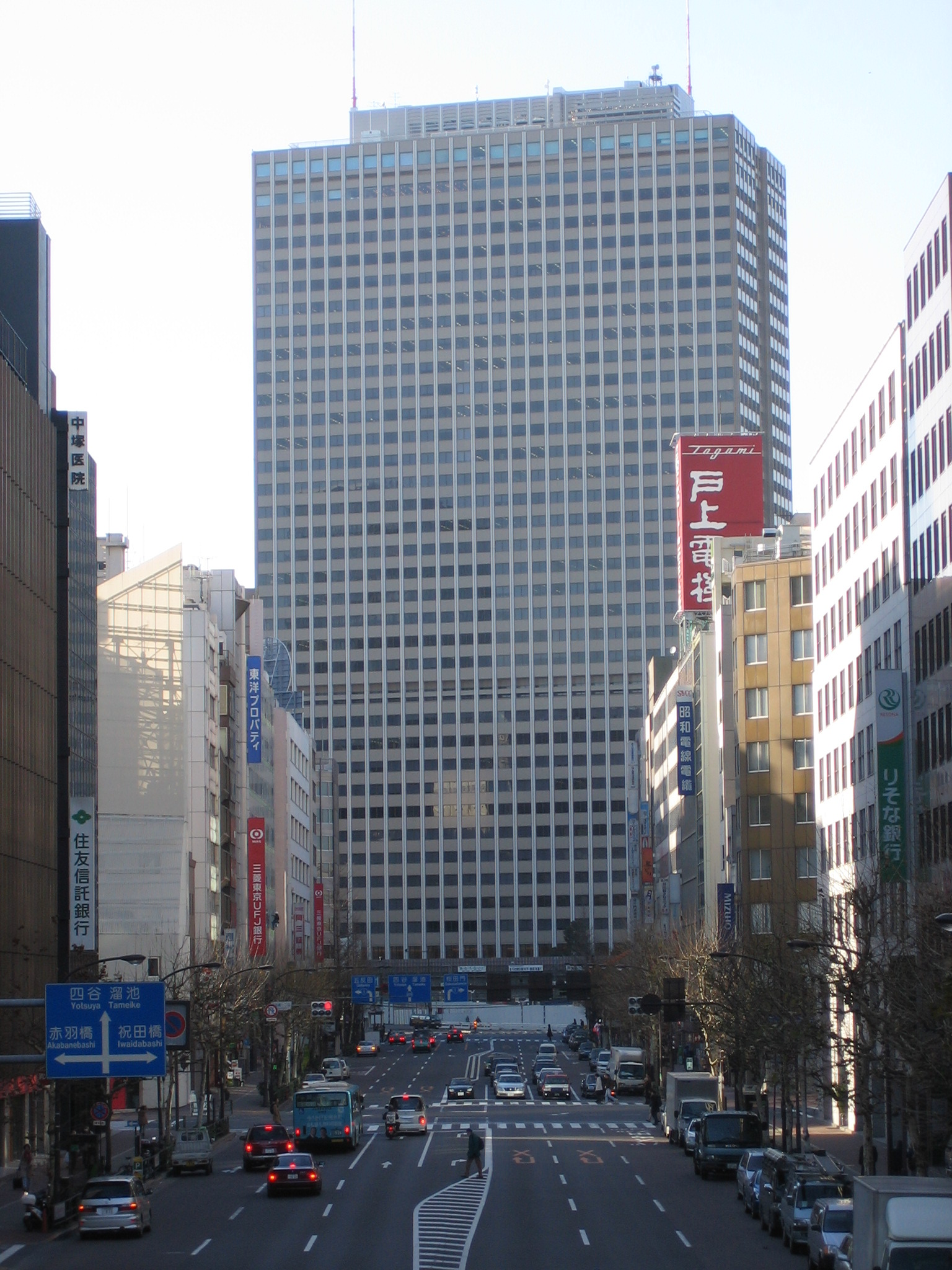
Le Kasumigaseki Building.

- N°3-2-5 : Kasumigaseki Building, considéré comme le premier réel gratte-ciel de Tōkyō et du Japon, inauguré en 1968.

#### Îlot 3
- N°3-3-2 : Shin-Kasumigaseki Building, siège social de la East Nippon Expressway Company ou Nippon Expressway Company, une des compagnies créées en 2005 après la privatisation des autoroutes.

#### Îlot 4
- N°3-4-3 : Bâtiment général du Bureau des brevets du Japon (特許庁総合庁舎, Tokkyochō-sōgō-chōsha?), siège central de cette agence gouvernementale.

#### Îlot 7
- N°3-7-3 : siège social de la Nipponkoa Insurance Company.

## Transports

### Stations de métro

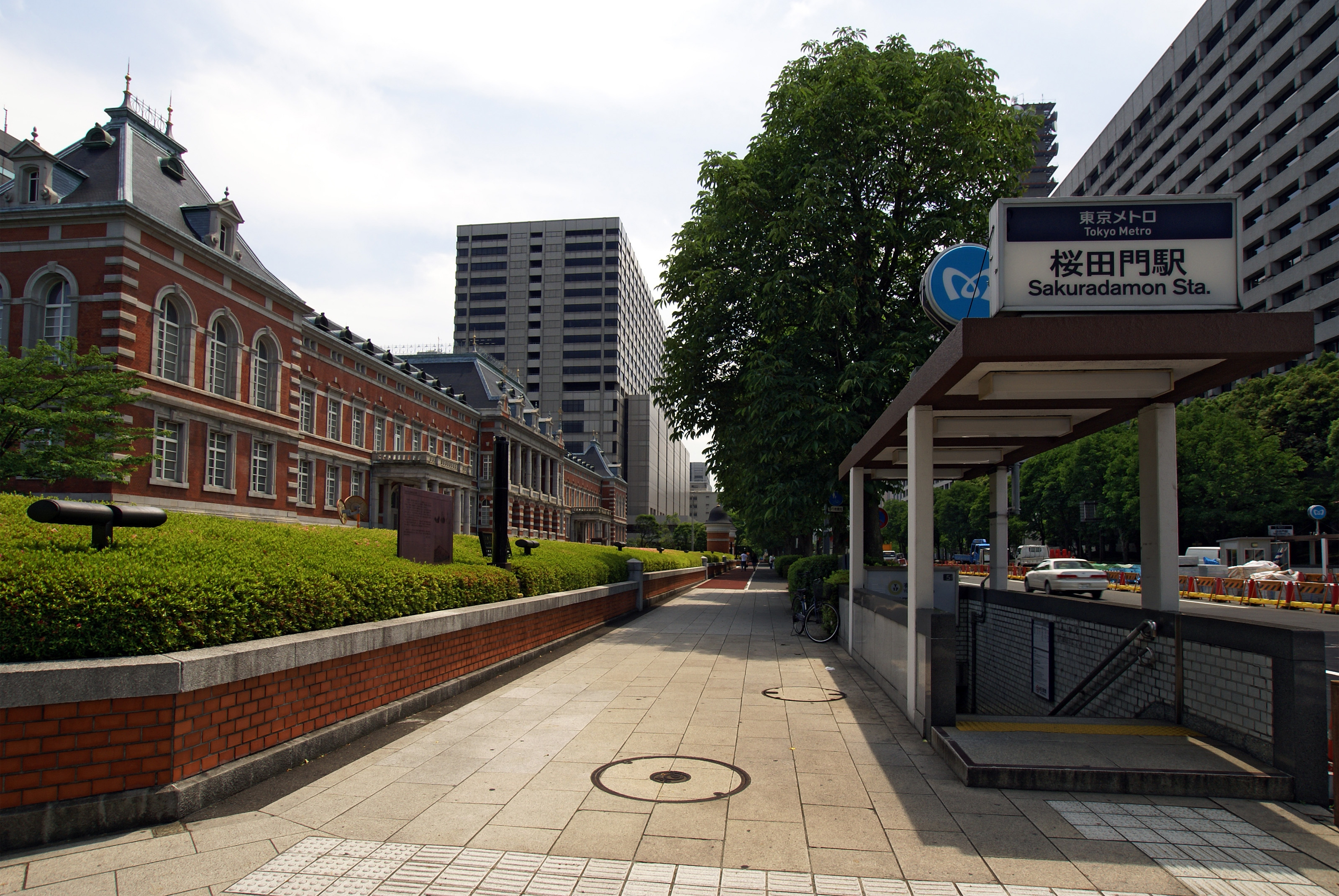
L'une des entrées de la station de métro Sakuradamon et, en perspective, la succession des ministères.

Trois stations du métro de Tokyo, toutes situées le long de la « rue Sakurada » avec, du nord au sud :
- Sakuradamon (ligne Yūrakuchō), à l'extrémité nord du quartier, au bord des douves Gaisen et en face de la porte Sakurada du Kōkyo, au niveau du ministère de la Justice et du Département de la Police Métropolitaine de Tōkyō.
- Kasumigaseki (lignes Marunouchi, Hibiya et Chiyoda), au niveau du ministères de l'Économie, du Commerce et de l'Industrie et de celui des Finances.
- Toranomon (ligne Ginza), située à l'extrémité sud du quartier et de l'arrondissement, à la limite de l'arrondissement de Minato et au niveau de la Kasumigaseki Common Gate.

### Bus
- Réseau Toei : 
  - Ligne To-01, reliant la Gare Shibuya (Shibuya) à celle de Shimbashi (Minato) : dessert le District 3.
  - Ligne de nuit 01, même parcours que la précédente.
  - Ligne Hashi-63, desservait autrefois le ministères de l'Économie, du Commerce et de l'Industrie.
  - Ligne Tō-68, exploitée conjointement avec le Réseau Tokyo Bus, qui relie la Gare de Tokyo (Marunouchi, Chiyoda) à la Gare routière Todoroki (Todoroki, Setagaya), desservait autrefois le ministères de l'Économie, du Commerce et de l'Industrie.
- La compagnie Bus JR Kantō dessert le quartier.

### Voies rapides
La Route circulaire intérieure, dite Route C1, de la compagnie publique de la métropole de Tōkyō Shuto Expressway, dessert Kasumigaseki. Elle passe à l'extrémité ouest du quartier, bordant les Districts 2 et 3 et les séparant de Nagata. Son passage le long du quartier correspond à un immense échangeur avec la Route métropolitaine 412 qui suit son parcours (la voie rapide s'en séparant par une série de passages souterrains. Elle se confond néanmoins avec la 412 le temps d'une intersection au niveau de la limite entre les Districts 2 et 3 côté Kasumigaseki, et du Palais de la Diète du côté de Nagata. Cette place est d'ailleurs encadrée par les gares de péages des quatre voies de la Route C1.

### Rues importantes
La Route métropolitaine 1, et plus particulièrement sa portion à partir de la porte Sakurada du Kōkyo jusqu'au carrefour Toranomon, du nord au sud, constitue l'épine dorsale du quartier. Elle coupe ainsi ce dernier en deux, avec à l'est le District 1 et à l'ouest les Districts 2 et 3, et longe donc l'essentiel des ministères, tandis que les 3 stations de métro de Kasumigaseki se trouvent sur son parcours. Cette portion est parfois appelée « Rue Sakurada »,.